# Kazuya Yamamura
Kazuya Yamamura (Nagasaki, Prefectura de Nagasaki, Japó, 2 de desembre de 1989) és un futbolista japonès que disputà un 1 partits amb la selecció japonesa.